# Tussilage
Tussilago farfara
Espèce
Classification phylogénétique
Statut de conservation UICN

 LC  : Préoccupation mineure
Tussilago farfara, le Tussilage ou pas-d'âne, est une espèce de plante à fleurs de la famille des Asteraceae (Composées), la seule espèce encore acceptée du genre Tussilago.
C'est une plante herbacée vivace à rhizomes. Elle est typique des sols instables riches en bases : terrains vagues et remués. Elle fait partie des plantes pectorales les plus utilisées en phytothérapie.

## Taxonomie
Le nom correct complet (avec auteur) de ce taxon est Tussilago farfara L..

### Synomymie
Tussilago farfara a pour synonymes :
- Cineraria farfara (L.) Bernh.
- Farfara radiata Gilib.
- Petasites farfara (L.) Baill.
- Tussilago alpestris Hegetschw.
- Tussilago farfara f. pallida Hyl.
- Tussilago farfara var. duplicatolobatum Murr
- Tussilago farfara var. spinulifolia Elías
- Tussilago farfara var. spinulifolia Elías ex Sennen
- Tussilago farfara var. tubulosa Günther, Grab. & Wimm.
- Tussilago generalis E.H.L.Krause
- Tussilago radiata Gilib.
- Tussilago ruderalis Salisb.
- Tussilago rupestris Wall.
- Tussilago umbertina Borbás
- Tussilago vulgaris Hill
- Tussilago vulgaris Lam.

### Étymologie
« Tussilago » provient du latin tussis, « toux » et de agere, « chasser », allusion à ses vertus médicinales. L'épithète spécifique « farfara » viendrait du nom d'un peuplier dont les feuilles sont ressemblantes.

### Noms français
Ce taxon porte en français le nom vernaculaire normalisé Pas d'âne,,,, une allusion à la forme de sabot de ses feuilles et le nom vulgarisé et normalisé Tussilage,,,. Quelques variantes non recommandées existent comme Tussilage pas d'âne,,, et Tussilage farfara,.
Il porte aussi les noms vernaculaires Herbe de Saint-Quirin,,,, Chou de vigne,, Fils avant le père et Filius ante patrem, », parce qu'il a la particularité de fleurir bien avant la feuillaison, herbe aux pattes,, Pas de cheval,, Pied de cheval, Racine de peste, et Taconnet dans les Alpes,, dont ses variantes du val d'Anniviers takonètt et du val de Bagnes, takounë.

## Description

### Appareil végétatif
Tussilago farfara est une plante vivace de 10 à 30 cm, géophyte dont la souche est composée de rhizomes très courts. La floraison apparaît de février à avril, avant la feuillaison. Pollinisée par les insectes, elle est ensuite dispersée par le vent. Le tussilage est une espèce pionnière. Les feuilles sont toutes basales, pétiolées et polygonales, montrant un feutrage blanc à la face inférieure et un vert clair sur la face supérieure. Ces feuilles peuvent atteindre 20 cm de diamètre. Elles apparaissent après la floraison, et feuilles et fleurs ne sont pas présentes en même temps.

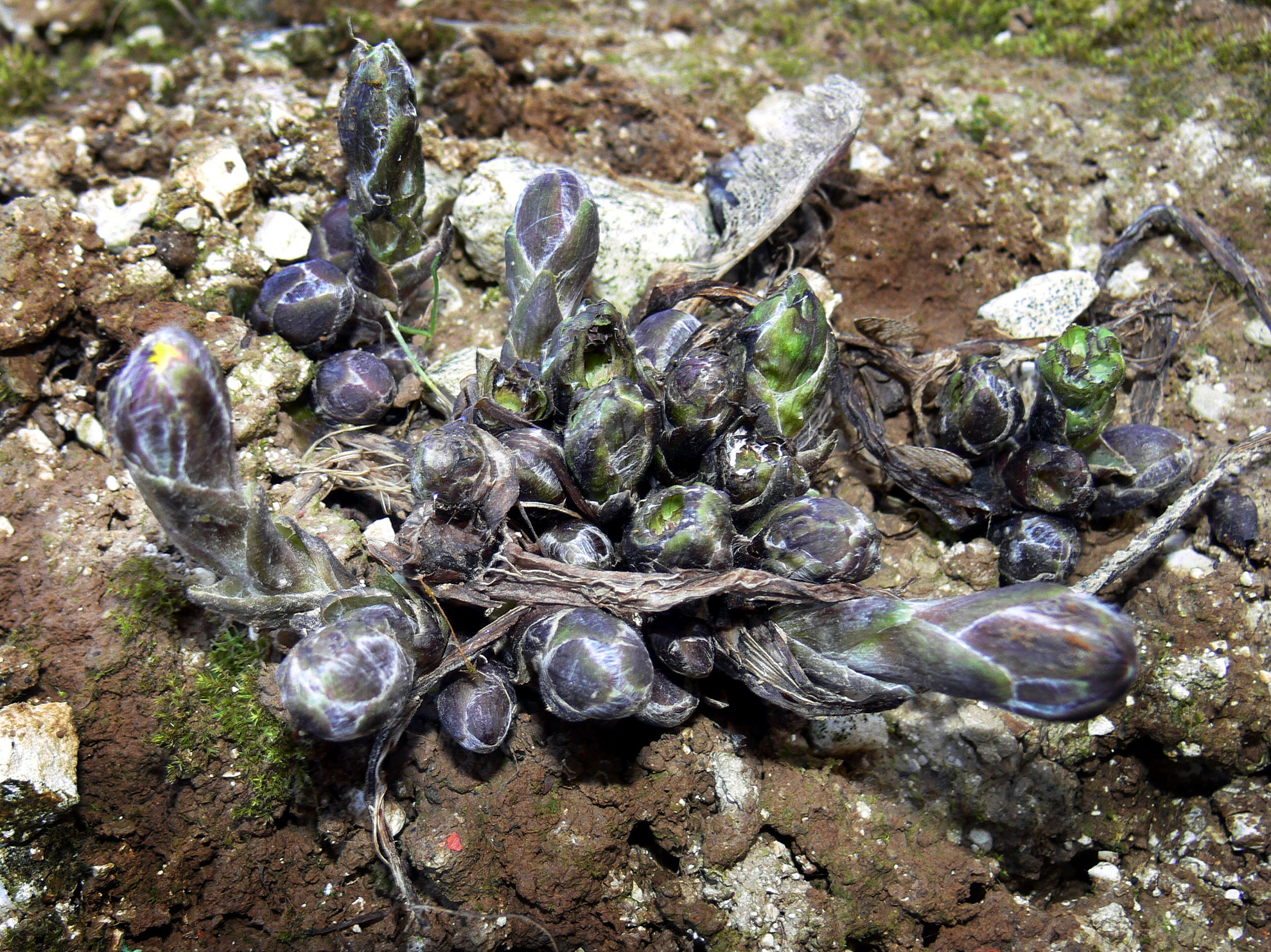
Boutons floraux.
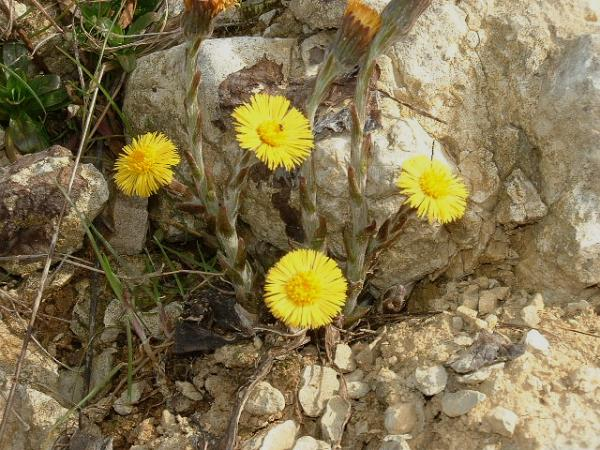
Tussilage au printemps.
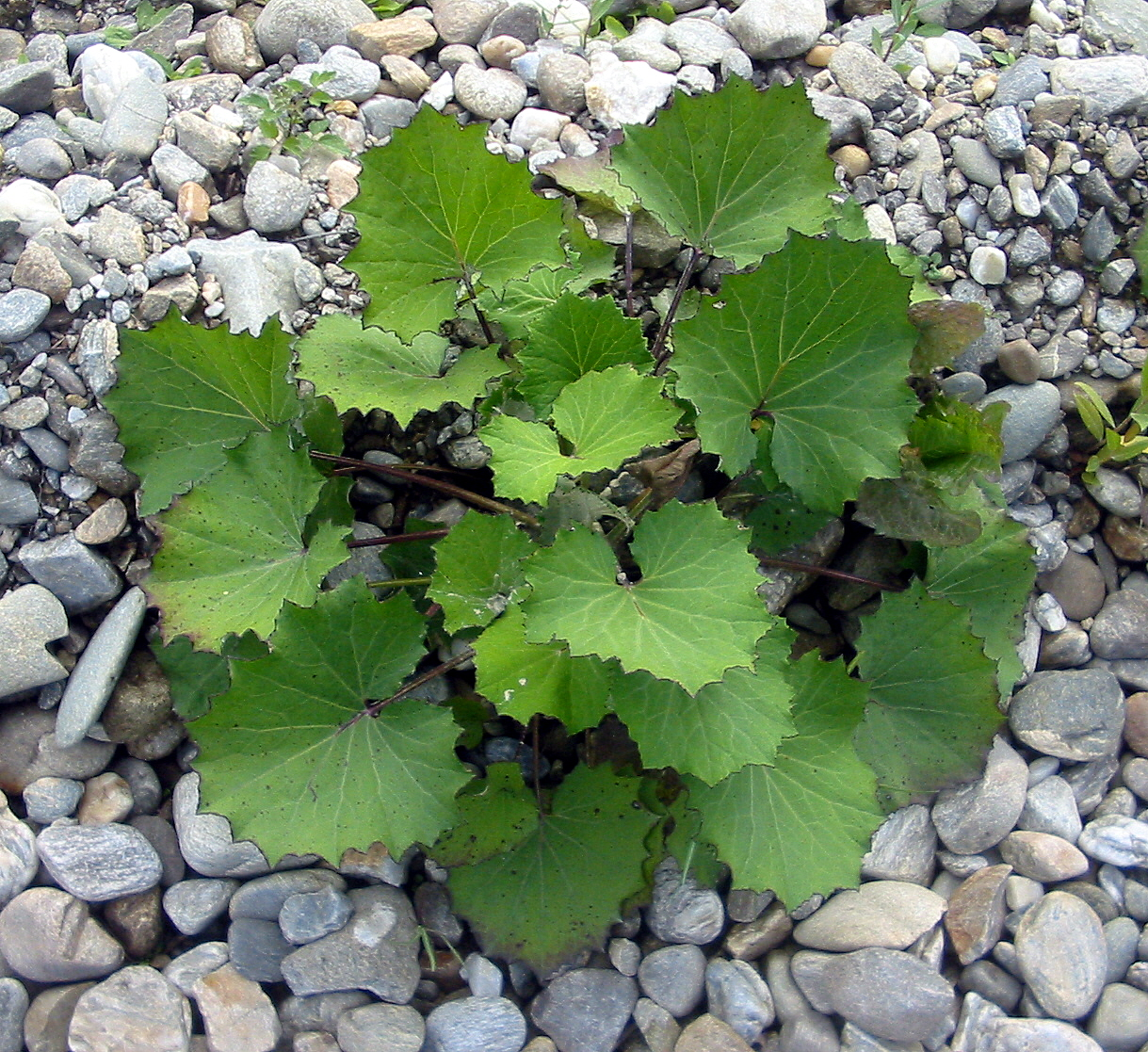
Feuilles.

### Appareil reproducteur
Les fleurs, capitules jaunes solitaires de 12–15 mm de diamètre, sont dressées sur des hampes aux écailles pourprées, demi-embrassantes et couvertes de poils cotonneux. Les hampes se penchent après la floraison. Les fruits sont des akènes munis d'une aigrette à la manière des astéracées.

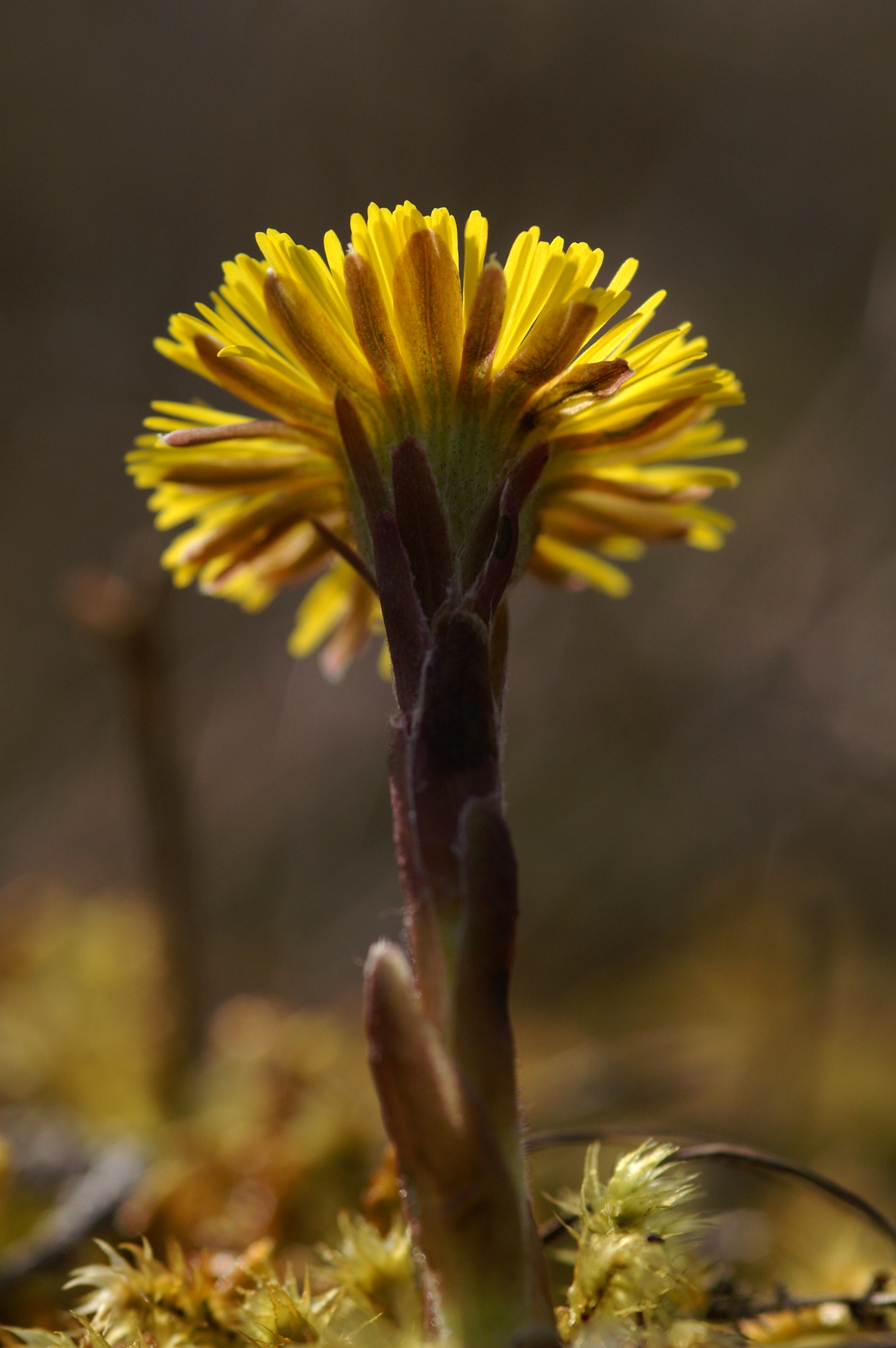
Hampe florale.
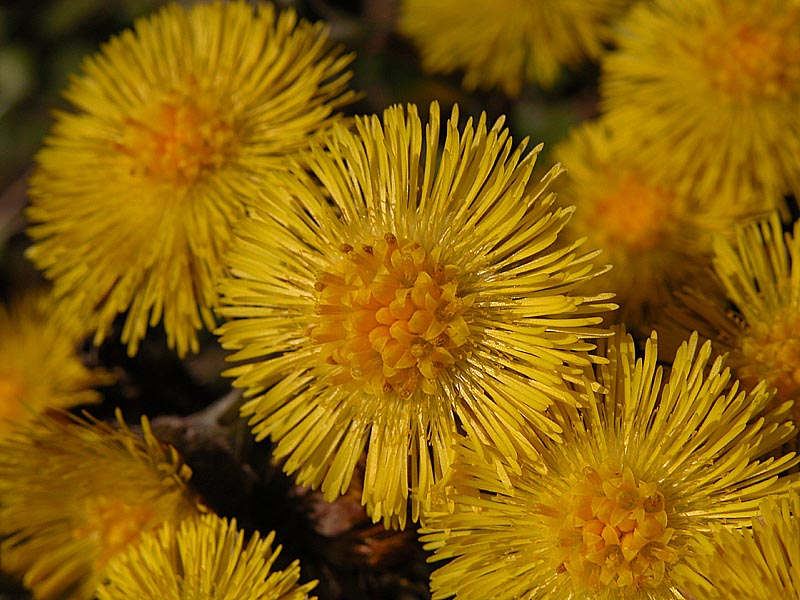
Capitules.
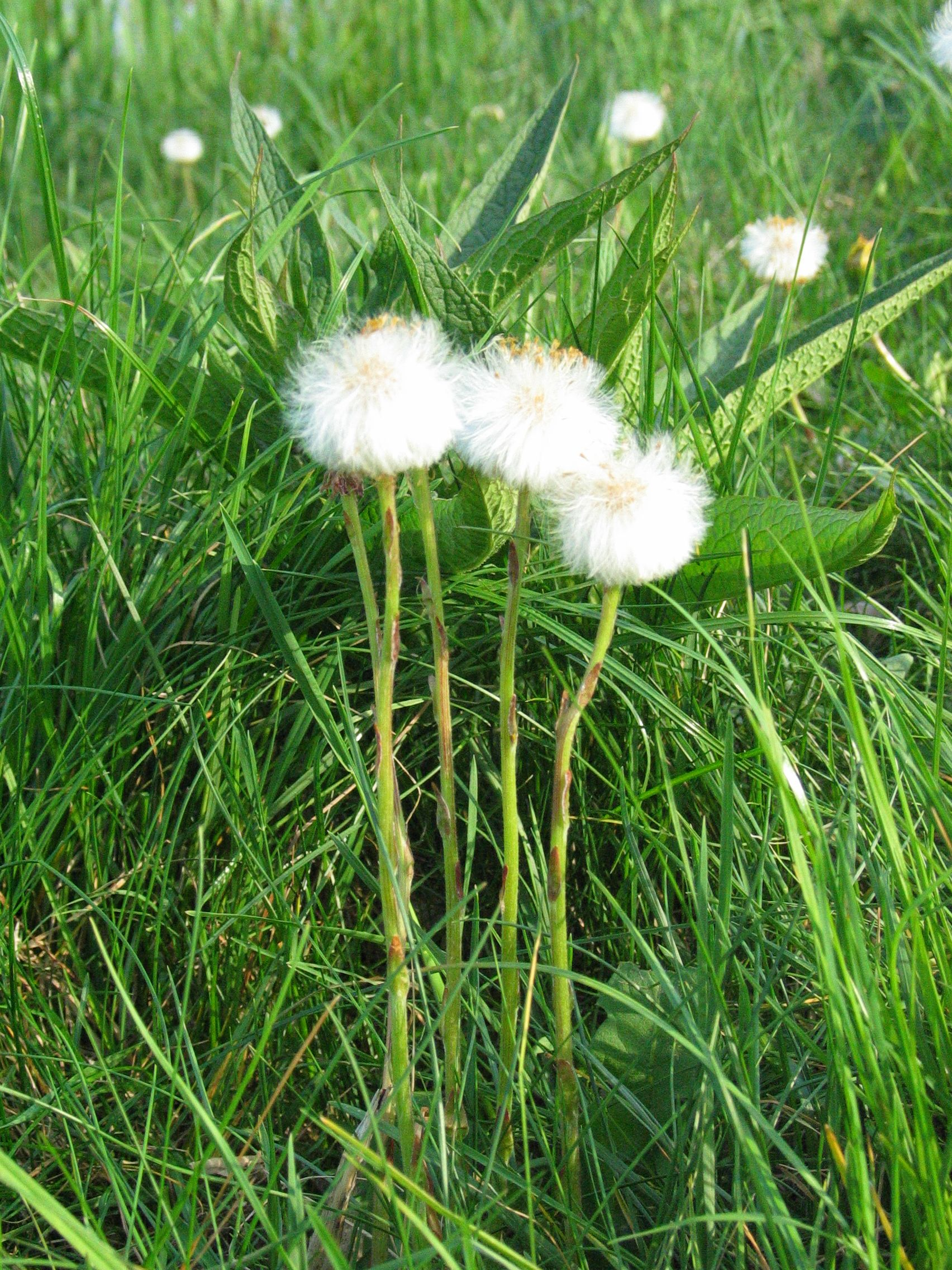
Akènes munis d'une aigrette.

### Confusion possible
Il est possible de confondre Tussilago farfara avec le pissenlit ou certaines espèces du genre Petasites. En effet ces dernières voient leur floraison apparaître bien avant la feuillaison, mais leur limbe est plus sinué et denté et est vaguement rond ou triangulaire (autrefois, le genre Tussilago comportait ces espèces mais elles appartiennent maintenant au genre Petasites). On peut aussi confondre les tussilages avec les Adenostyles aux grandes feuilles cordiformes irrégulièrement et simplement dentées.

## Distribution géographique
Tussilago farfara est une eurasiatique, très commune dans l'Écozone paléarctique. Il aurait été importé  dans les Amériques par les colons européens en tant que plante médicinale. Il a dans ces contrées un comportement envahissant. En France, le tussilage est assez commun mais manque çà et là (essentiellement en zone acide). Il se déploie jusqu'à 3 000 m, soit de l'étage montagnard à subalpin.

## Écologie

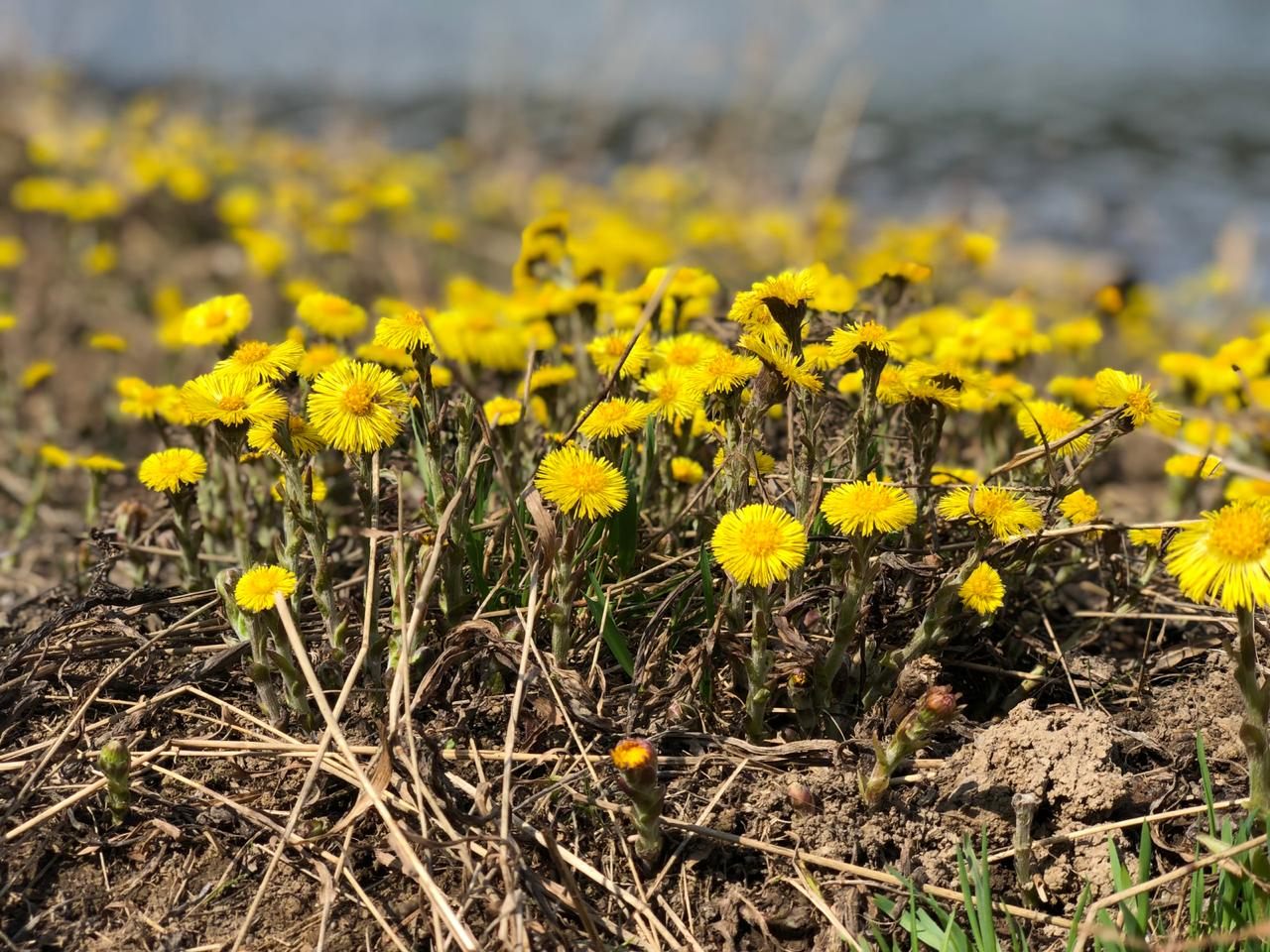
Tussilage qui pousse en milieu ouvert.

Le tussilage est une espèce héliophile et pionnière, sociale (souvent trouvée en groupes) et dans un premier temps éliminatrice de la concurrence, mais moins que le pétasite qui peut former 100 % de la couverture végétale sur les bords de fossés où il s'est implanté. Le tussilage apprécie les sols pauvres en humus, riches en bases dont le pH est basique à très légèrement acide. Il apprécie les sols constitués de limons ou d'argile, assez frais voire avec des ruissellements. Il manque çà et là sur les sols siliceux ou très acides. Le tussilage résiste aux embruns.

### Caractère indicateur

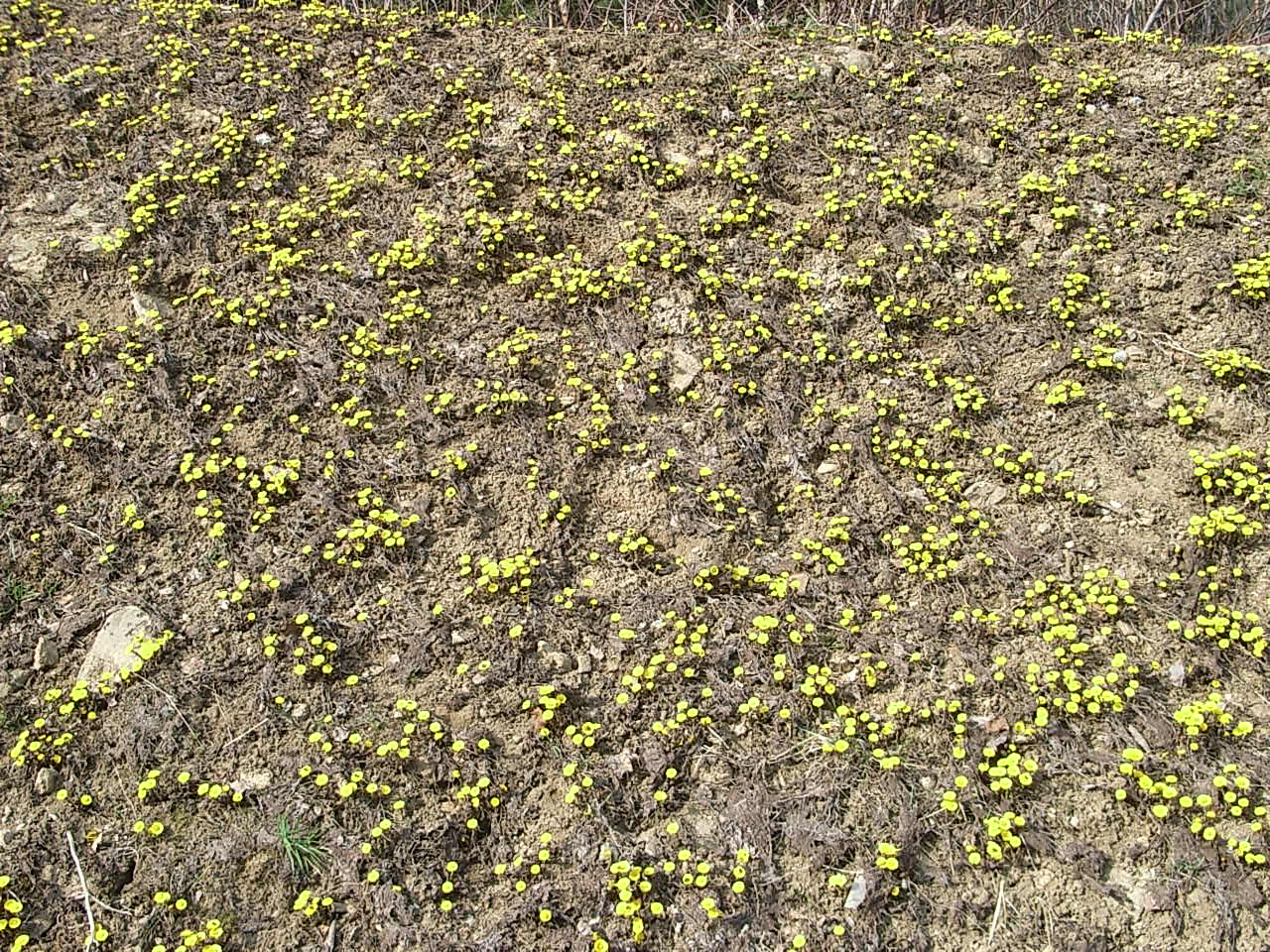
Tussilago farfara, espèce sociale de terrain instable.

La présence de tussilage indique des sols rapportés ou des sols instables (risques d'effondrements ou de glissements de terrain). Ces sols mouvants sont régulièrement constitués de poches d'eau dans le sol ou la roche-mère. Il ne faut y construire ni habitations ni routes, particulièrement s'il est associé à la Grande prêle (Equisetum telmateia).
Pour ses capacités de pionnières, le tussilage est cultivé comme fixateur des sols fraichement remués,. Cette capacité de fixation fait l'objet d'un dicton : « Arrache le pas-d’âne à la Saint-Eusèbe, il ne sortira plus jamais de la glèbe ».

### Biotope
Le Tussilage est une espèce pionnière des chemins, champs, lisières forestières humides (Calystegion pii), rives et talus, jachères (Sysimbrion) toujours sur sols remués ou instables. Il apprécie également les sols ruisselants marneux ou tourbeux à Scirpe pauciflore (Caricion davallianae) où il devient volontiers dominant. Dans ce dernier cas il prépare l'installation d'arbres pionniers de bois humides (Saules et Aulnes notamment). Enfin, il peut parfois localement s'installer massivement au sein de végétations alluviales à Bident tripartite (Bidention tripartitae) qu'il concurrence ou fait disparaître en éliminant les annuelles,.

## Interactions écologiques

### Pollinisation

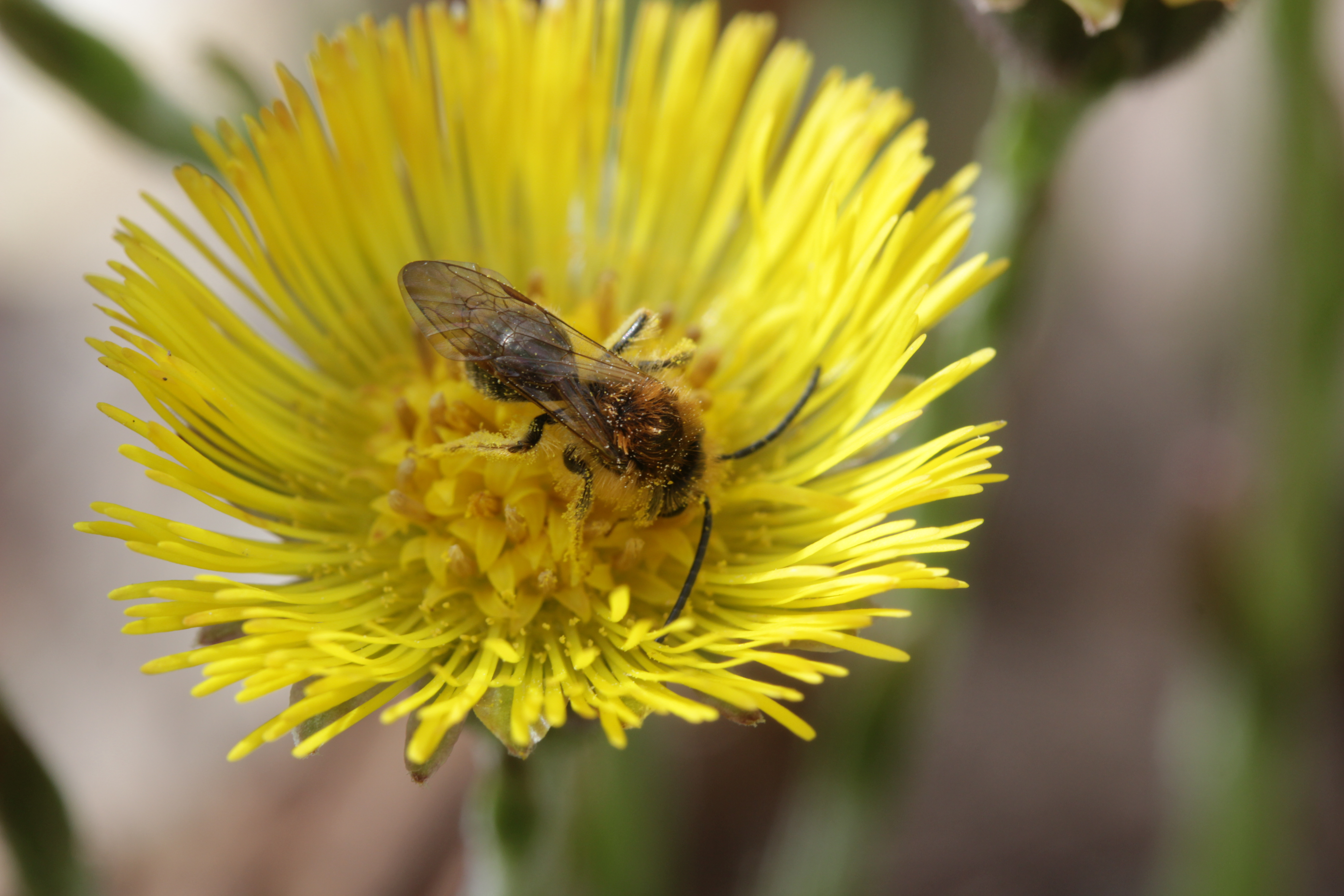
Une abeille se nourrissant du nectar.

Les fleurs apparaissant abondamment au mois de février en plaine (au Québec, d'avril à mai selon les régions), elles constituent un apport non négligeable en pollen pour les abeilles et les bourdons. En effet, cet apport important leur permet de développer leur couvain, les autorisant alors à sortir de leur léthargie hivernale. Ce pollen est de couleur orangé à brun. Le Tussilage ne produit pas de nectar à la différence de beaucoup de plantes mellifères.

### Herbivorie

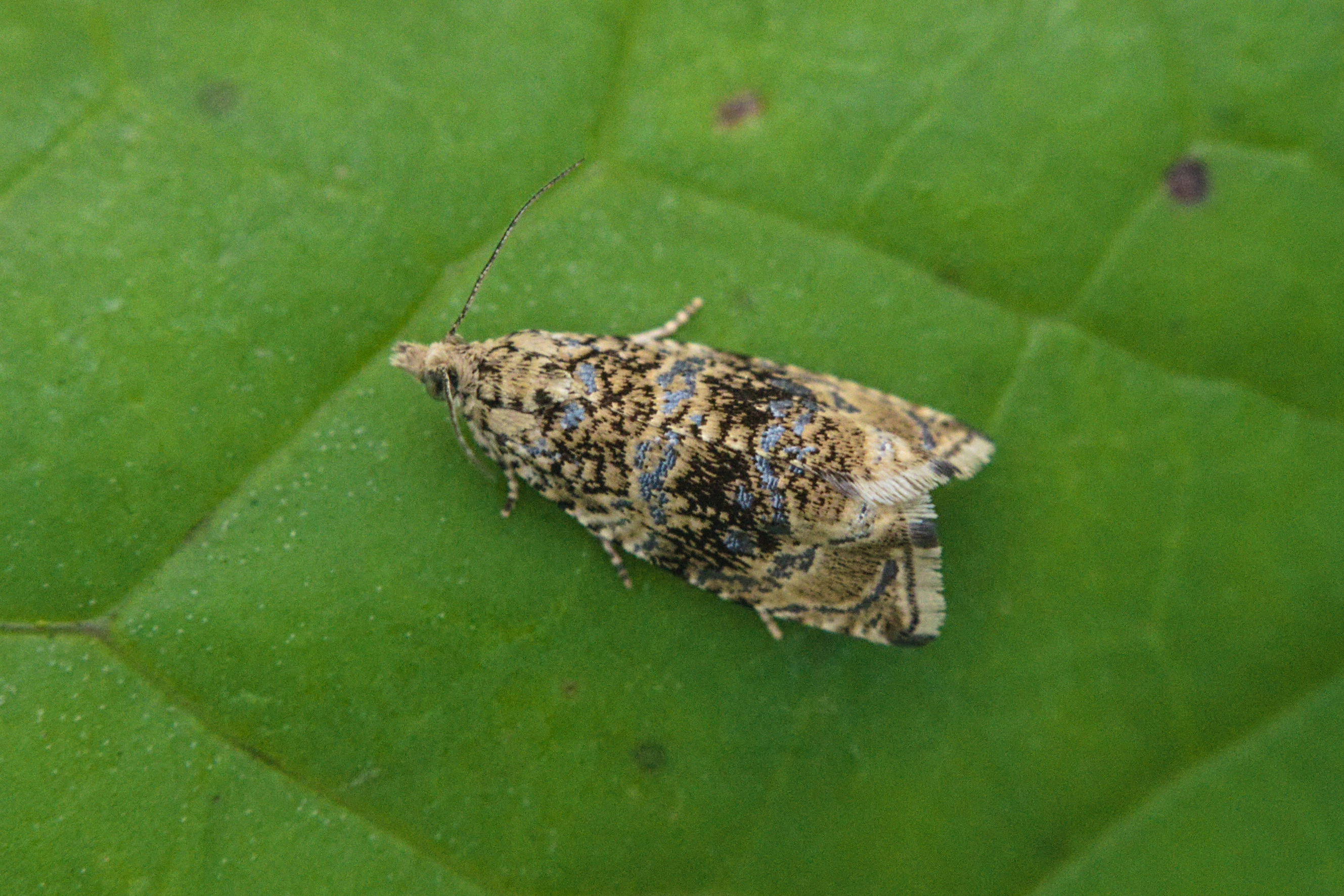
Un papillon sur une feuille.

Les chenilles de plusieurs espèces de lépidoptères se nourrissent du tussilage, dont la Goutte-de-sang (Tyria jacobaeae), de la famille des Erebidae, et Naenia typica et Euplexia lucipara, de la famille des Noctuidae ; toutes d'origine européenne.

## Une plante envahissante

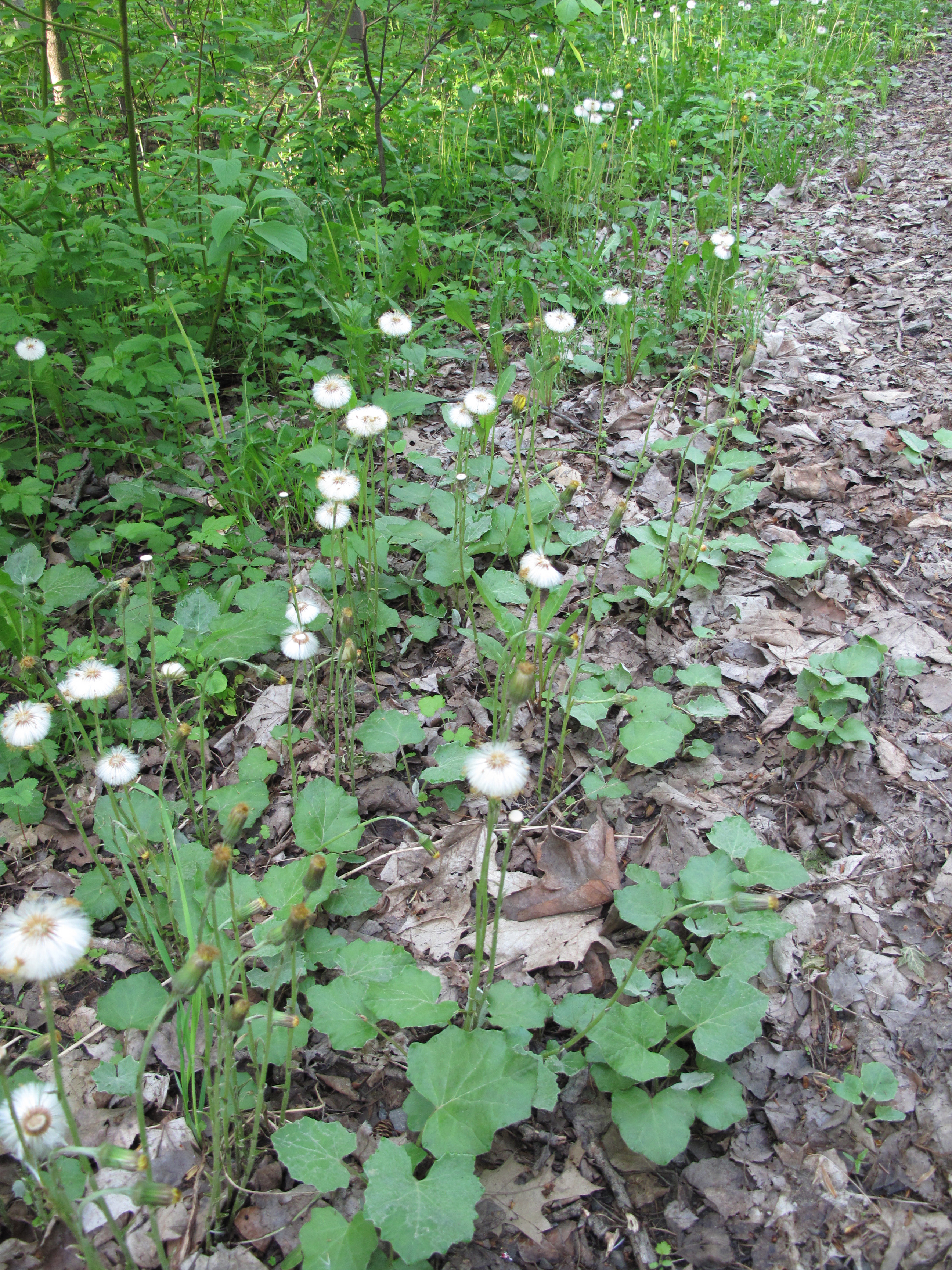
Une colonie de tussilage.

Arrivée avec les colons européens au Canada et aux États-Unis, comme de nombreuses autres plantes qui leur étaient utiles, le Tussilage s'est rapidement propagé sur le continent grâce à ses longs rhizomes et au fait qu'une fois scindés en plusieurs parties ils repoussent plus rapidement. Il est ainsi devenu une plante envahissante et de nombreux États américains et canadiens luttent contre sa propagation afin de préserver l'intégrité écologique de leurs parcs naturels. C'est par exemple le cas du parc national du Gros-Morne à Terre-Neuve et Labrador où la plante est arrivée dans les années 1970 avec le nouveau ferry depuis le Québec. Dans ce parc, seules les zones ayant des perturbations d'origine humaine ou naturelle peuvent être colonisées par le Tussilage.

## Statuts de protection, menaces
L'espèce n'est pas encore évaluée à l'échelle mondiale par l'UICN. En Europe et en France elle est classée comme non préoccupante .

## Le Tussilage et l'être humain

### Usages et propriétés
Tussilago farfara est cultivée en tant que plante ornementale ; elle est utilisée comme plante alimentaire et médicinale.

#### Cueillette des capitules et des feuilles

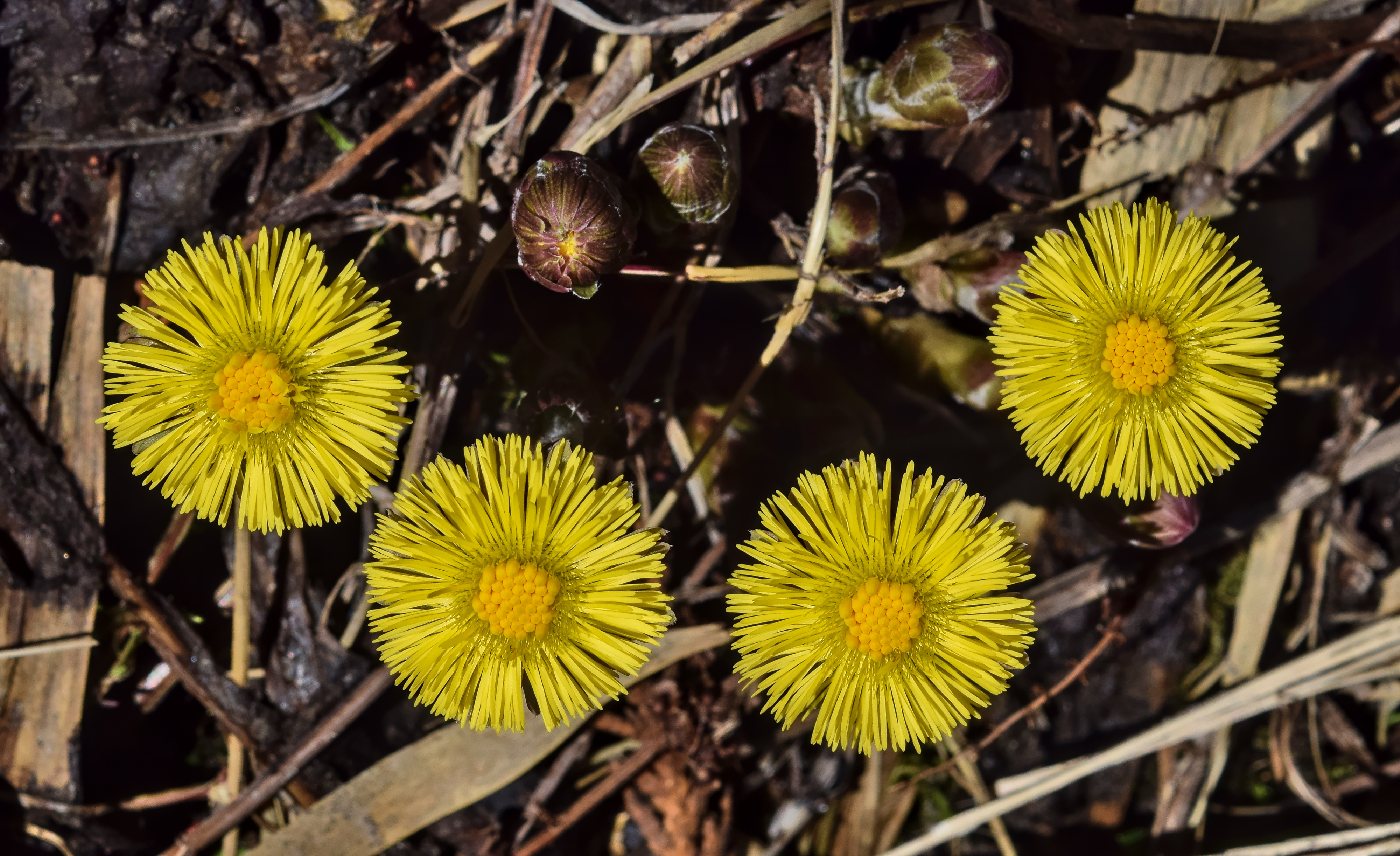
Capitule.

Les fleurs de tussilage sont récoltées au tout début de leur épanouissement, sinon, trop ouvertes, comme chez les astéracées, leurs fruits murissent au séchage. Elles doivent sécher très rapidement, en couche mince, dans un lieu sec et aéré.

#### Constituants
- La feuille contient du mucilage (6 à 10 %), une résine, du tanin, une huile essentielle, de l'inuline, de la vitamine C, des sels minéraux (Ca, Mg, P, K, Na, S, Fe, Si), des alcaloïdes pyrrolizidiniques[18] (senkirkine majoritaire, sénécionine) et une substance antibiotique[19].

Les feuilles contiennent beaucoup de salpêtre. Leur calcination produit 15,40 à 18,20 % de cendres dont la composition est la suivante :
| Composé         | pourcentage |
| --------------- | ----------- |
| potassium       | 28,23       |
| sodium          | 2,36        |
| magnésium       | 8,86        |
| phosphore       | 4,44        |
| soufre          | 20,55       |
| acide silicique | 7,52        |
| chlore          | 7,82        |

- La fleur, quant à elle, contient des flavonoïdes (rutoside, hypérine, quercétine, kaempférol et leurs glucosides), environ 8 % de mucilage (composé de polysaccharides), 10 % de tanins, des alcaloïdes pyrrolizidiniques (senkirkine majoritaire, sénécionine à l'état de traces), un ester sesquiterpénique (tussilagone), de la vitamine C et du zinc[21].

#### Toxicité
On sait que la plupart des alcaloïdes pyrroliziniques sont hépatotoxiques et mutagènes et que les plus toxiques d'entre eux sont les diesters macrocycliques. Or la senkirkine du tussilage est précisément un macrocyclique.
Hirono et collaborateurs ont d'abord montré en 1976 que les rats nourris à forte dose de fleurs de tussilage développaient un sarcome du foie (pour 8 sur 12 d'entre eux). Quelques années plus tard, une autre équipe toujours autour de Hirono montrait que la senkirkine injectée à des rats induisait des tumeurs hépatiques.
Candrian et al. ont ensuite montré que la senkirkine avait une activité mutagène.
Sachant que la sensibilité aux alcaloïdes pyrrolizidiniques peut varier suivant les espèces et en l'absence d'étude sur l'homme, les avis des spécialistes sont assez partagés. La présence de senkirkine invite certains à proscrire l'usage régulier de tussilage.

#### Teinture
Les feuilles du tussilage teignent la laine en jaune-verdâtre avec de l'alun et en vert avec du sulfate de fer.

#### Utilisations alimentaires
- Les capitules floraux sont comestibles crus ou cuits[13],[19], mais à consommer en petite quantité car contenant des alcaloïdes.
En tisane, le risque est moindre car ces alcaloïdes ne sont pas solubles dans l'eau[25].
- Les feuilles sont comestibles très jeunes, éventuellement crues, en particulier pour leur pétiole juteux. Rapidement, les feuilles deviennent caoutchouteuses et seront meilleures cuites (particulièrement en beignet)[13],[19].
- La cendre des feuilles séchées et brulées est un succédané de sel et a été utilisée comme condiment[19].

#### Plante à fumer
Le tussilage est un succédané passable du tabac. Il est conseillé de laisser fermenter les feuilles après les avoir empilées puis de les sécher. Botan (1935) conseille aux fumeurs un mélange à parts égales de feuilles sèches de tussilage, de marronnier et d'aspérule odorante : les faire macérer dans de l'eau fortement sucrée au miel. Les refaire sécher, les comprimer et les découper finement comme du tabac. Deux parties de ce mélange ajoutées à une partie de tabac ordinaire compose un mélange à fumer délicat. Fumées, les feuilles de tussilage sont conseillées par P. P. Botan contre l'asthme et le coryza,,.

#### Propriétés médicinales

##### Historique

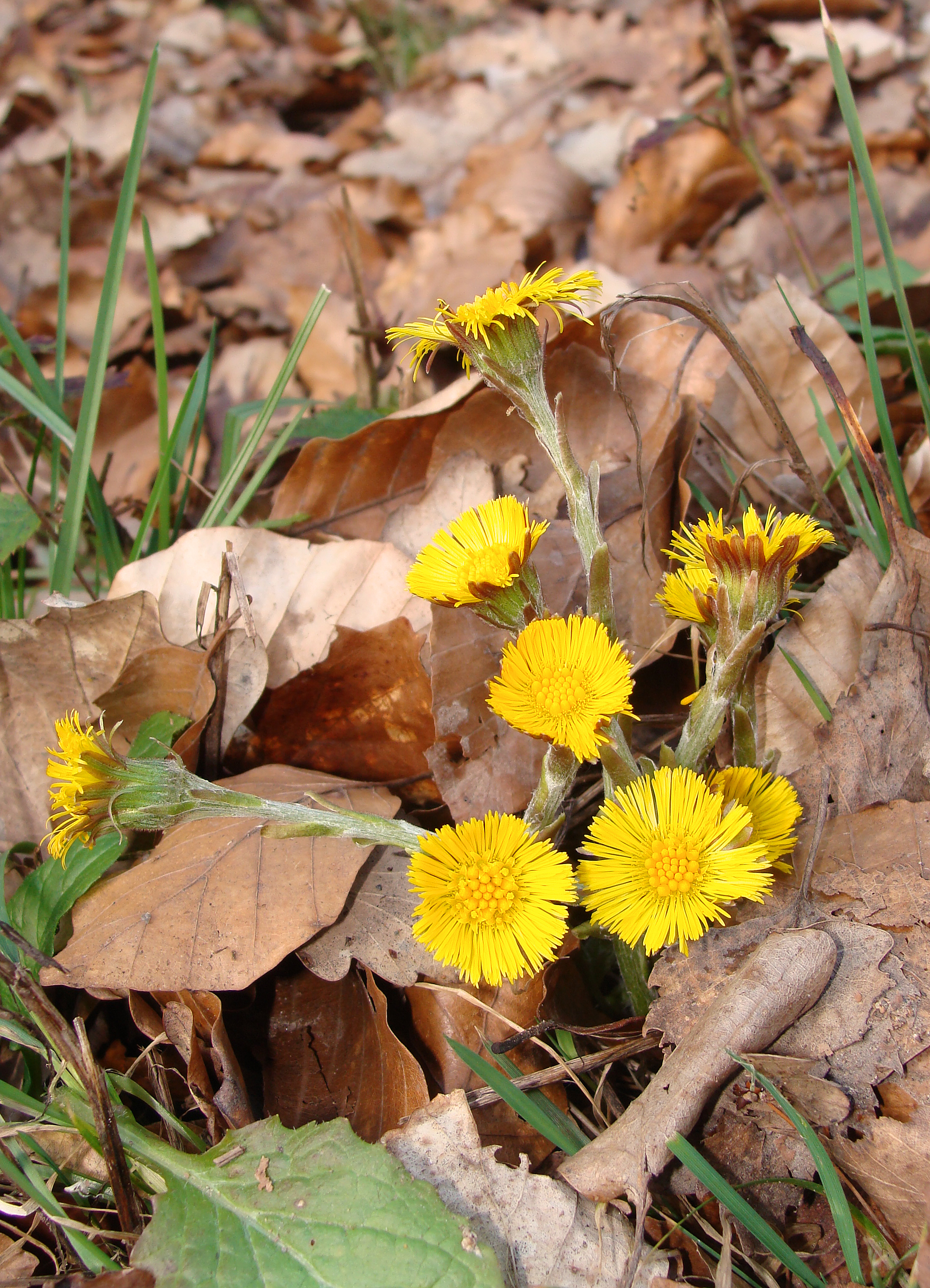
Tussilago farfara.

Depuis deux millénaires, le tussilage est un remède prescrit pour les mêmes indications aussi bien en Europe qu'en Chine. D'un bout à l'autre de l'Eurasie, la médecine traditionnelle le recommande avec constance depuis l'Antiquité comme antitussif.

###### En Europe
Le médecin grec du Ier siècle, Dioscoride, consacre une notice à une plante qu'il nomme bêchion βηχιον (qui calmerait la toux, βηχις, dont le français « béchique » dérive) qu'on considère être le tussilage. Après en avoir donné une description, il indique :

« Les feuilles pilées guérissent de l'« erysipela » [infection de la peau] et des inflammations. Si on les sèche et brûle, la fumée inhalée à travers un entonnoir par la bouche guérit ceux affectés d'une toux sèche ou ayant des difficultés à respirer… Les Égyptiens la nommaient saartha, les Romains, tussilago… (De la Matière médicale, livre III, 126) »

Le naturaliste romain du Ier siècle, Pline l'Ancien, reprend la prescription de Dioscoride pour une plante qu'il appelle farfarum ou farfugium, et dont il indique que « dans les vieilles toux, on en inspire la fumée à l'aide d'un entonnoir » (Histoire naturelle, tome II livre XXIV, trad. Littré). De la Matière médicale sera aussi souvent cité par Galien et restera la référence majeure de la thérapeutique romaine du Haut-Empire. Il sera imprimé à Venise en 1499 et restera jusqu'au XIXe siècle une source habituelle de tous les ouvrages de pharmacologie en Europe (Dachez).
Pendant longtemps, les médecins ont prescrit de fumer les feuilles de tussilage en guise de tabac, en cas d'asthme ou de coryza.
Des praticiens de la fin du XVIIIe siècle (Fuller, Cullen, Hufeland) et du début du XIXe siècle (Bodard, Roques, Cazin) ont relaté les effets supposés de la décoction ou du suc frais des feuilles et racines du tussilage dans la scrofule. Aujourd'hui, malgré des recherches récentes décelant une substance antibiotique, un glucoside amère et du tanin, rien n'explique les guérisons rapportées par ces auteurs. Une étude sur les extraits de la plante entière a suggéré que les polysaccharides pourraient renforcer les défenses immunitaires et avoir une action anti-inflammatoire.
En France, une étude ethnobotanique publiée en 1984 a porté sur les usages des plantes dans la vie quotidienne du début du XXe siècle à Bagnes. Cette plante avait pour noms patois takounë, pyà dlno ou mai de ma (expression signifiant « mois de mars ») et fevrœuza (féminin, signifiant « fiévreuse ») désignait sa fleur. Le tussilage était autrefois prescrit (ou auto-prescrit) en « thé pectoral contre les refroidissements, pour faire baisser la fièvre ». Et « la tisane de tussilage mélangée à de la farine servait de nourriture pour les porcs ».
Dans le val d'Anniviers (Valais, Suisse), le tussilage était traditionnellement utilisé pour soigner les coups de froid, les maladies pulmonaires, les plaies et les blessures.

###### En Chine
À peu près à la même époque que Dioscoride (sous les Han postérieurs donc), le premier ouvrage de matières médicales chinoises était compilé et, allait comme l'ouvrage du médecin grec, servir de référence aux médecins traditionnels asiatiques jusqu'à l'époque actuelle. L'ouvrage en question appelé le Classique de la matière médicale du Laboureur Céleste (Shénnóng běncǎo jīng 神农本草经) consacre une brève notice à une plante nommée kuan dong hua 款冬花, le tussilage :

« Acre et tiède. Traite principalement la toux, entrave le qi ascendant, l'essoufflement, le mal de gorge, divers types d'épilepsie, le mauvais qi [les mauvaises influences] chaud ou froid. Il porte aussi les noms de Kedong, Huxu, Tuyuan. Il pousse dans les montagnes et vallées. »

Seize siècles plus tard, Li Shizhen (1518-1593), considéré par les Chinois comme le plus grand médecin naturaliste de l'histoire chinoise, synthétisa dans son Grand traité de matière médicale (Bencao gangmu) les connaissances médicinales de son temps. Il prescrit pour traiter la toux des fumigations faites avec des fleurs de tussilage mélangées à du miel.
Et avec une fidélité remarquable au passé, un ouvrage de pharmacologie chinoise publié en 2003 par les Universités de MTC de Nankin et Shanghai indique deux fonctions pour le kuan dong hua 1) humidifie le poumon et descend le qi du poumon 2) expectorant, antitussif.

##### Usages médicinaux modernes
Le tussilage est aujourd'hui considéré comme adoucissant, émollient, anti-tussif et un expectorant.
Ses feuilles ou fleurs sont utilisées en infusion contre la toux, la bronchites, la trachéites et le rhumes. La teinture mère de feuilles est utilisée en usage externe en cas d'abcès et kystes, et en usage interne en cas de diarrhées.

Mais ce sont surtout les fleurs qui sont employées ; en infusion ou en sirop, ; ou encore en teinture mère en cas de maladies pectorales, bronchites et crises d'asthmes allergiques.
La plante renferme des traces de senkirkine, un alcaloïde pyrrolizidinique toxique pour la cellule hépatique. Certains spécialistes jugent les doses médicinales courantes sans risques, mais recommandent d'éviter les traitements excessifs et prolongés ou lors d'une grossesse et de l'allaitement. Il ne convient pas aux enfants de moins de 6 ans, ni en cas de maladie du foie. 
Selon F. Couplan, cet alcaloïde est détruit par l'ébullition,.

### Symbolique

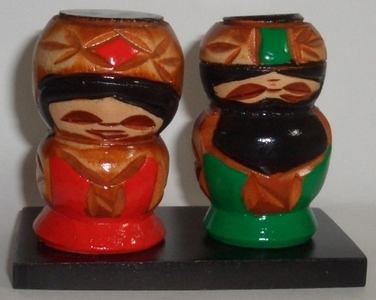
Représentation de Koropokkuru.

À Paris, les feuilles de tussilage peintes sur la porte servaient d'enseigne aux apothicaires.

#### Calendrier républicain
Dans le calendrier républicain, le Tussilage était le nom attribué au 1er jour du mois de ventôse.

#### Mythologie
Les Koropokkuru (homme sous les pétasites en langue aïnoue) sont des « lutins » de la mythologie aïnoue, population aborigène vivant au nord du Japon et à l'extrême est de la Russie. Ces êtres mythologiques habitent sous terre et dans les tiges des feuillages du tussilage et des pétasites. De la taille d'un pied d'enfant, ces « lutins » sont à proprement parler des kamuys (« esprits » en langue aïnue) végétaux. Établis dans les forêts, ils apparaissent au voyageur perdu pour le guider sur sa route.